# Taxe sur les appareils automatiques

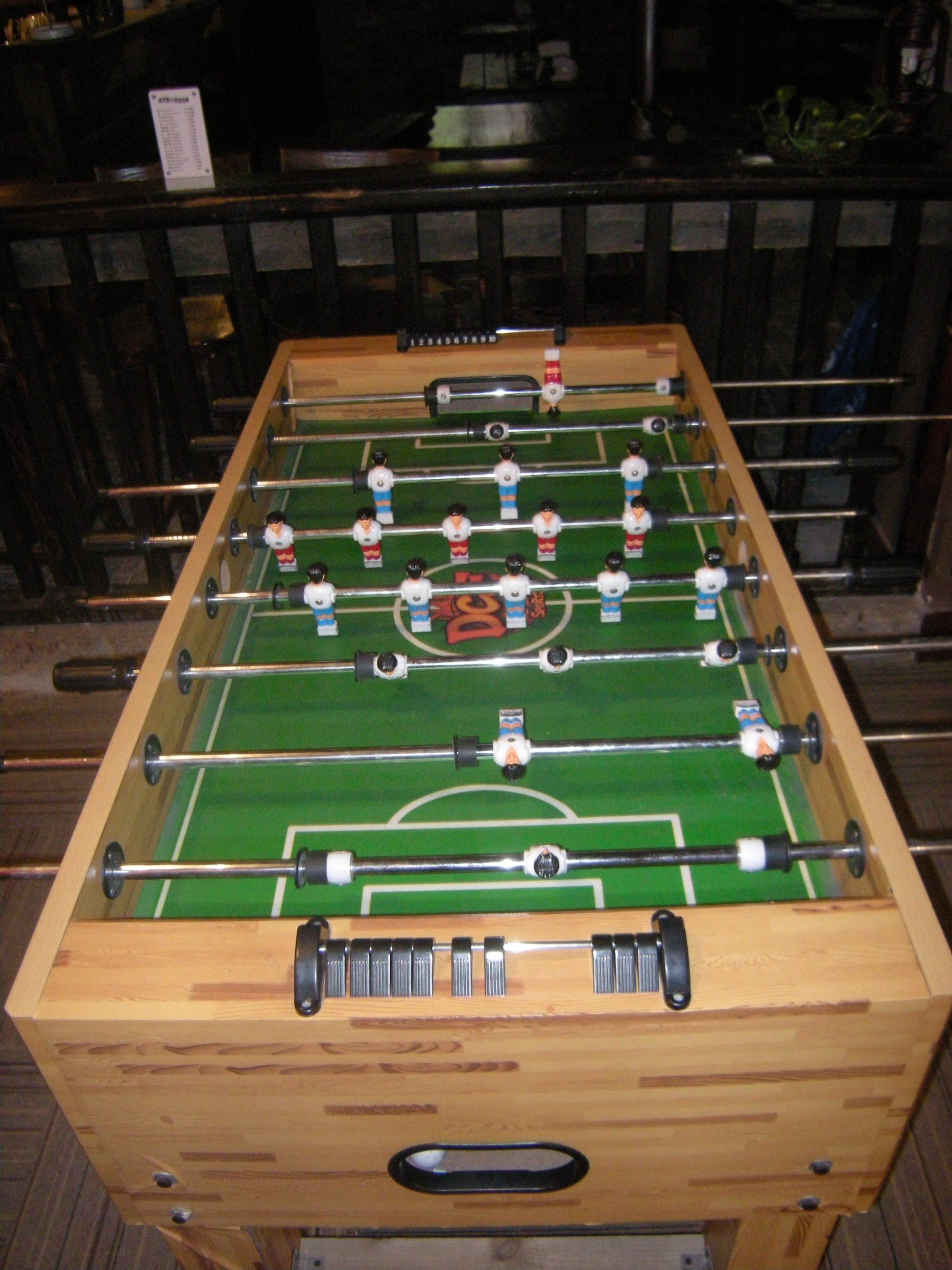
Baby-foot dans un bar.

La taxe sur les appareils automatiques est un impôt indirect en Belgique et en France.

## En Belgique
En Belgique, la taxe s'appelle taxe sur les appareils automatiques de divertissement.

## En France
En France, la taxe est appelée taxe sur les appareils automatiques, taxe sur les jeux traditionnels ou taxe sur les jeux automatiques.

### Caractéristique
Tous les appareils qui n'entrent pas dans la catégorie des jeux d'argent – n'offrant pas de gains aux joueurs – sont soumis à la taxe sur les jeux automatiques. Il s'agit des baby-foot, flippers, billards, fléchettes, juke-box, etc., qu'ils soient exploités dans les cafés et bars-tabacs ou non. Ces appareils sont soumis à déclaration auprès des douanes et au paiement d'un impôt. Une vignette doit figurer sur chaque appareil.

### Historique
Le budget de 1910 a introduit une taxe sur les jeux automatiques. En 1941, cette taxe était de 15 francs par an et par appareil automatique (distributeur, phonographe, jeu etc.) fonctionnant dans un lieu ouvert au public (hôtel, café, débit, etc.).
Dans les années 1980, cette taxe communale variait en fonction de la taille de la commune. Les conseils municipaux pouvaient en outre l'augmenter suivant un coefficient allant de 2 à 4.
| nombre d'habitants de la commune | minimum  | maximum   |
| -------------------------------- | -------- | --------- |
| moins de 1 001 habitants         | 16 euros | 64 euros  |
| de 1 001 à 10 000 habitants      | 31 euros | 124 euros |
| de 10 001 à 50 000 habitants     | 61 euros | 244 euros |
| plus de 50 000 habitants         | 92 euros | 368 euros |

Le 1er janvier 2007, la taxe communale a été réduite à 5 euros par appareil et par an, quel que soit le nombre d'habitants de la commune. Cette mesure du gouvernement Dominique de Villepin en faveur des jeux traditionnels devait permettre la réinstallation de 40 000 jeux, la création de 600 emplois et pallier la baisse attendue de la fréquentation liée à l'interdiction de fumer au 1er janvier 2008. La taxe est perçue par Direction générale des douanes et droits indirects pour le compte du budget de l'État.
| Année                         | 1999 | 2005 | 2006 | 2012 |
| Montant collecté (millions €) | 16   | 9,7  | 9    | 0,6  |

En mars 2014, un rapport de l'inspection générale des finances (IGF) identifie 192 taxes au rendement inférieur à 150 millions, dont la taxe sur les appareils automatiques. Cette taxe a été popularisée par la presse sous le nom de « taxe baby-foot » ou « taxe sur les flippers, ». Selon l'IGF, cette taxe coûterait plus cher à recouvrer que ce qu'elle rapporte. 
Dans le projet de budget 2015, les députés votent la suppression de plusieurs taxes à faible rendement, dont la taxe sur les appareils automatiques.